# 大樹灣

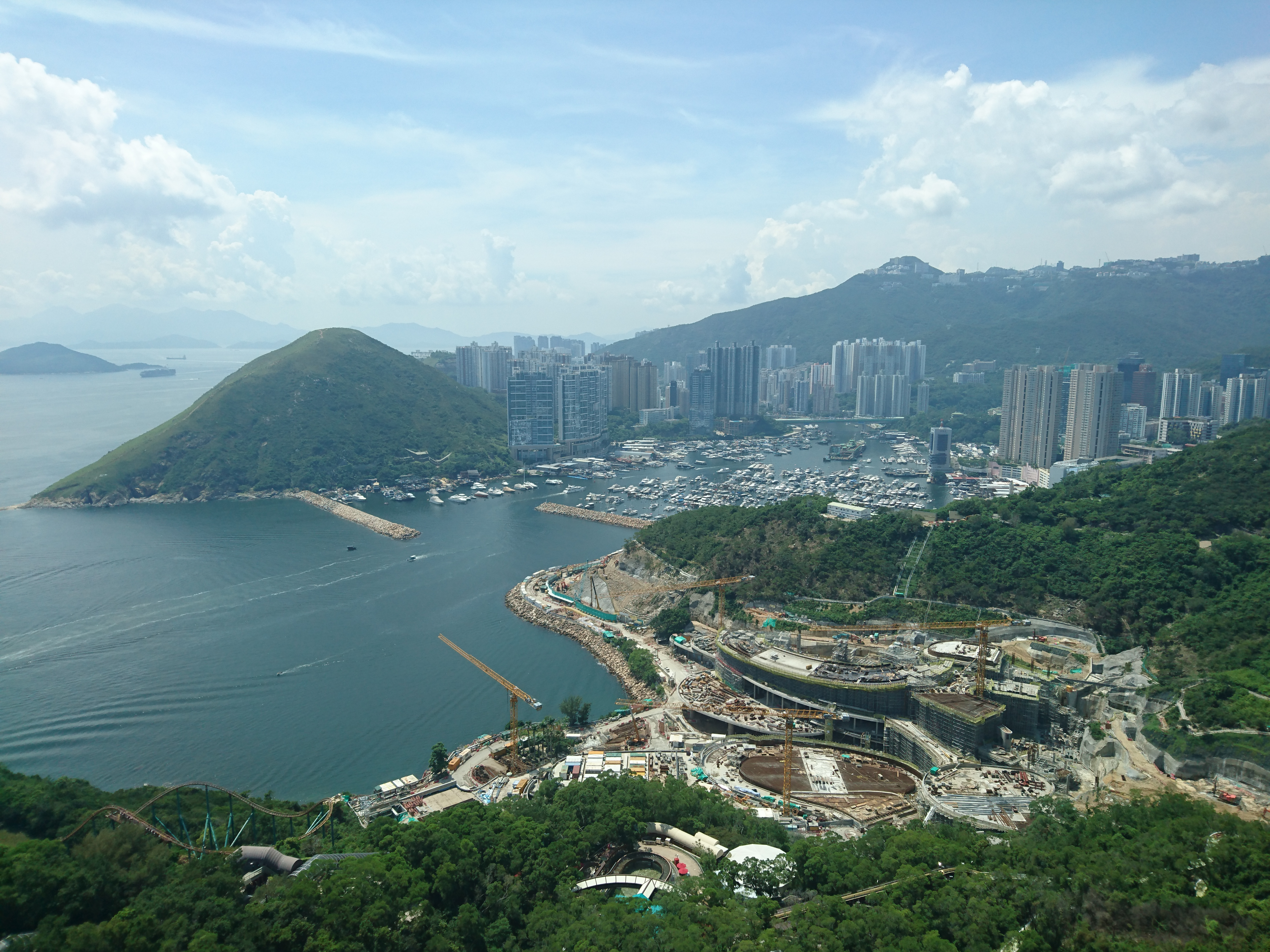
大樹灣，前方為興建中的香港海洋公園全新水上樂園和香港富麗敦海洋公園酒店（2018年）

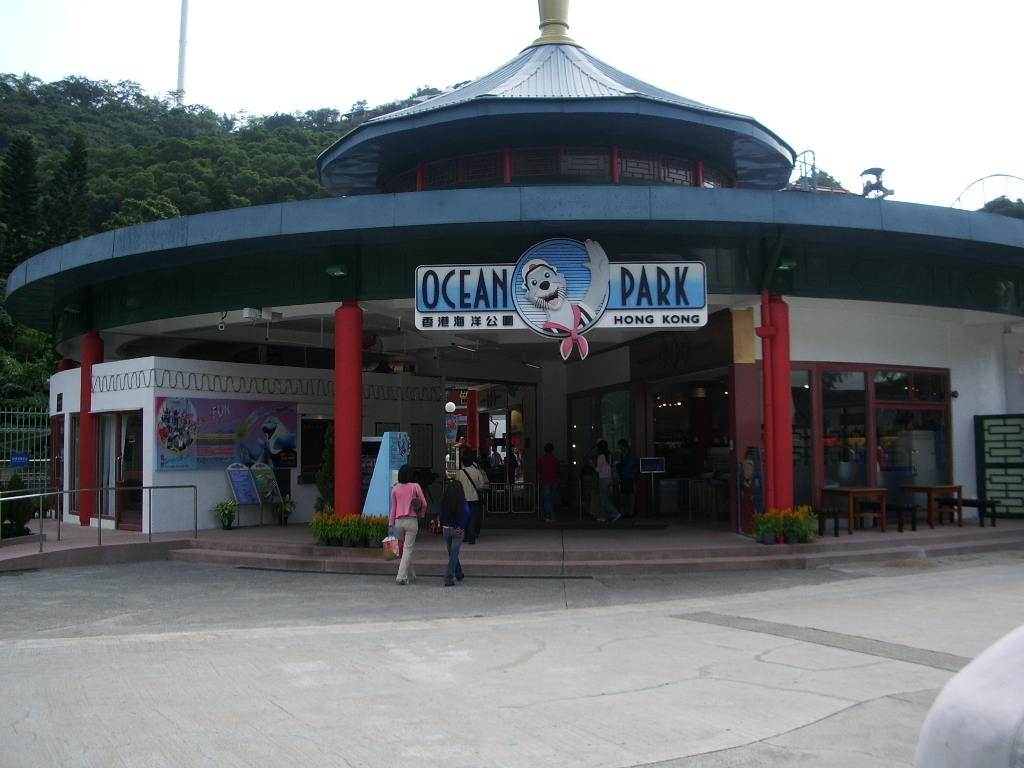
香港海洋公園後門在深灣道大樹灣巴士總站旁

大樹灣是香港海灣，位於香港島南區中部，布廠灣之東南。該地方為香港海洋公園水上樂園和富麗敦海洋公園酒店，預計於2019年完工，延遲2022年落成啟用。

## 交通

### 主要道路
- 深灣道
- 海洋徑

### 公共交通
- 巴土
  - 城巴629線（中環碼頭—海洋公園水上樂園）
  - 城巴629M線（海洋公園水上樂園—黃竹坑港鐵站，散場時間服務）
- 小巴
  - 香港島專綫小巴59S線（香港仔(東勝道)—水上樂園入口處，逄星期六、日、公眾假期服務）
  - 香港島專綫小巴29A線或香港島專綫小巴29X線（鴨脷洲西邨—水上樂園入口處）
- 免費穿梭巴士
  - 大樹灣(水上樂園入口處/香港富麗敦海洋公園酒店) ↔ 海洋公園正門
- 免費訪客渡輪
  - 香港仔碼頭（香港仔海濱公園） ↔ 鴨脷洲觀光舢舨碼頭 ↔ 水上樂園入口處/大樹灣碼頭（逄星期六、日、公眾假期服務，早晚各兩班）